# Entaille

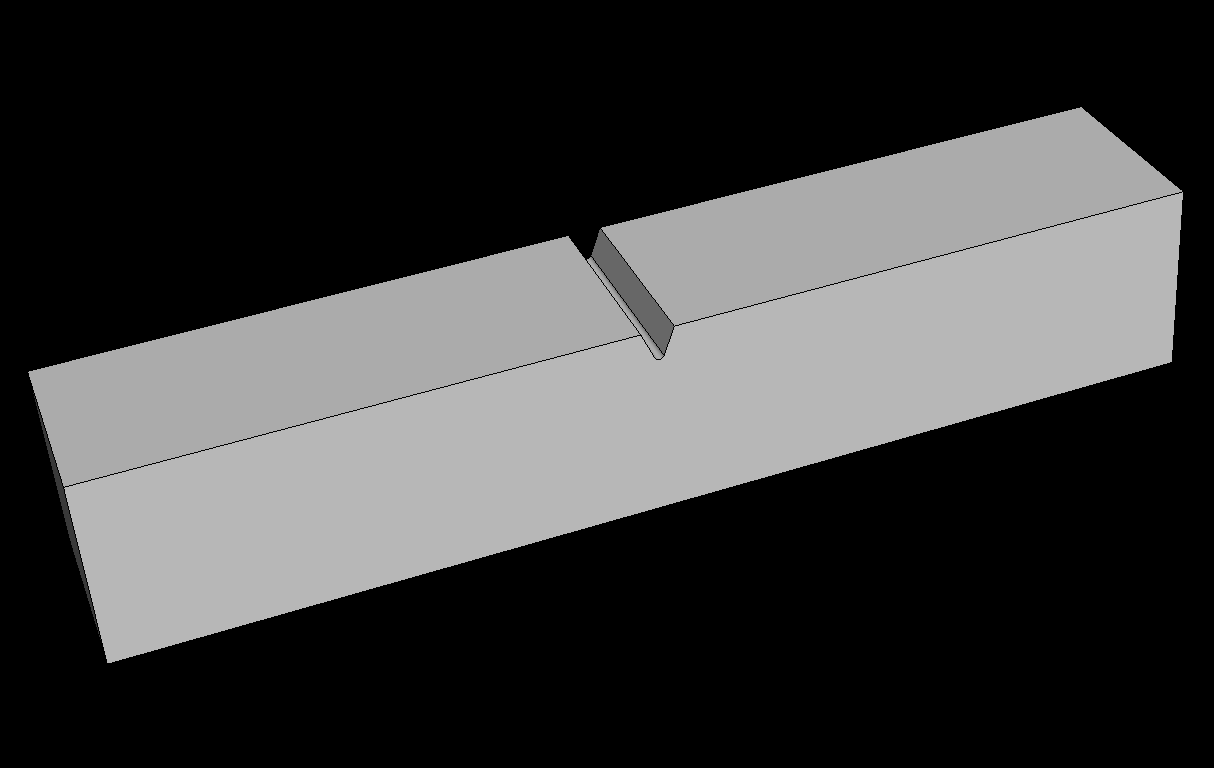
Représentation 3D d’une entaille

Une entaille est une ouverture plus ou moins grande que l'on fait pour lier une pièce avec une autre - Les entailles sont, ou carrées, ou à mi-bois, ou par embrèvement, ou à dent, ou à queue d'aronde, etc.
Cet enlèvement se fait éventuellement par usinage :
- - si l'entaille est pratiquée sur un tour, radialement selon l'axe de symétrie d'une pièce, il s'agit d'une gorge ;
  - si l'entaille est pratiquée longitudinalement (par une fraiseuse), non débouchante, il s'agit d'une saignée.

Pratiquée sur un arbre, une entaille est un trou de quelques centimètres de profondeur percé dans le tronc d'un arbre, dans lequel on fiche un chalumeau et par lequel s'écoule la sève (terme utilisé au Québec).